# 55 Cancri f

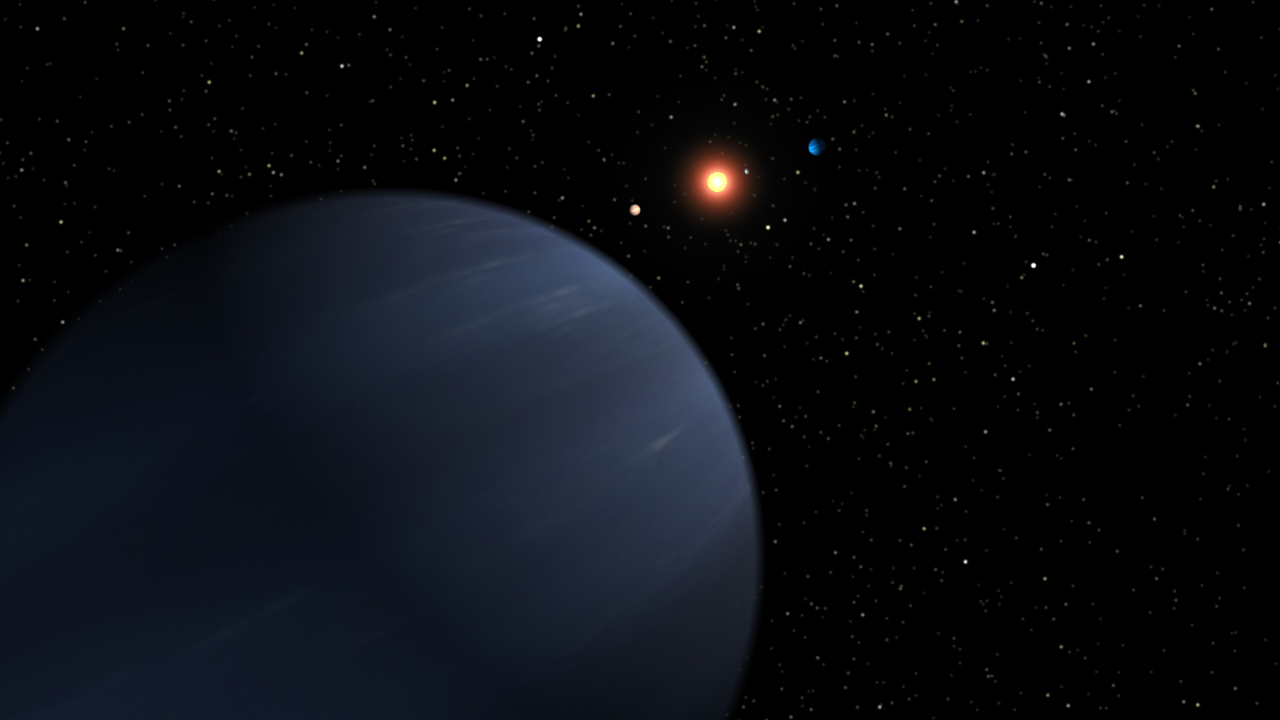
Impressão artística do planeta. Aquela estrela vermelha é "55 Cancri". Pode ser também visto outros planetas que orbitam a mesma estrela.

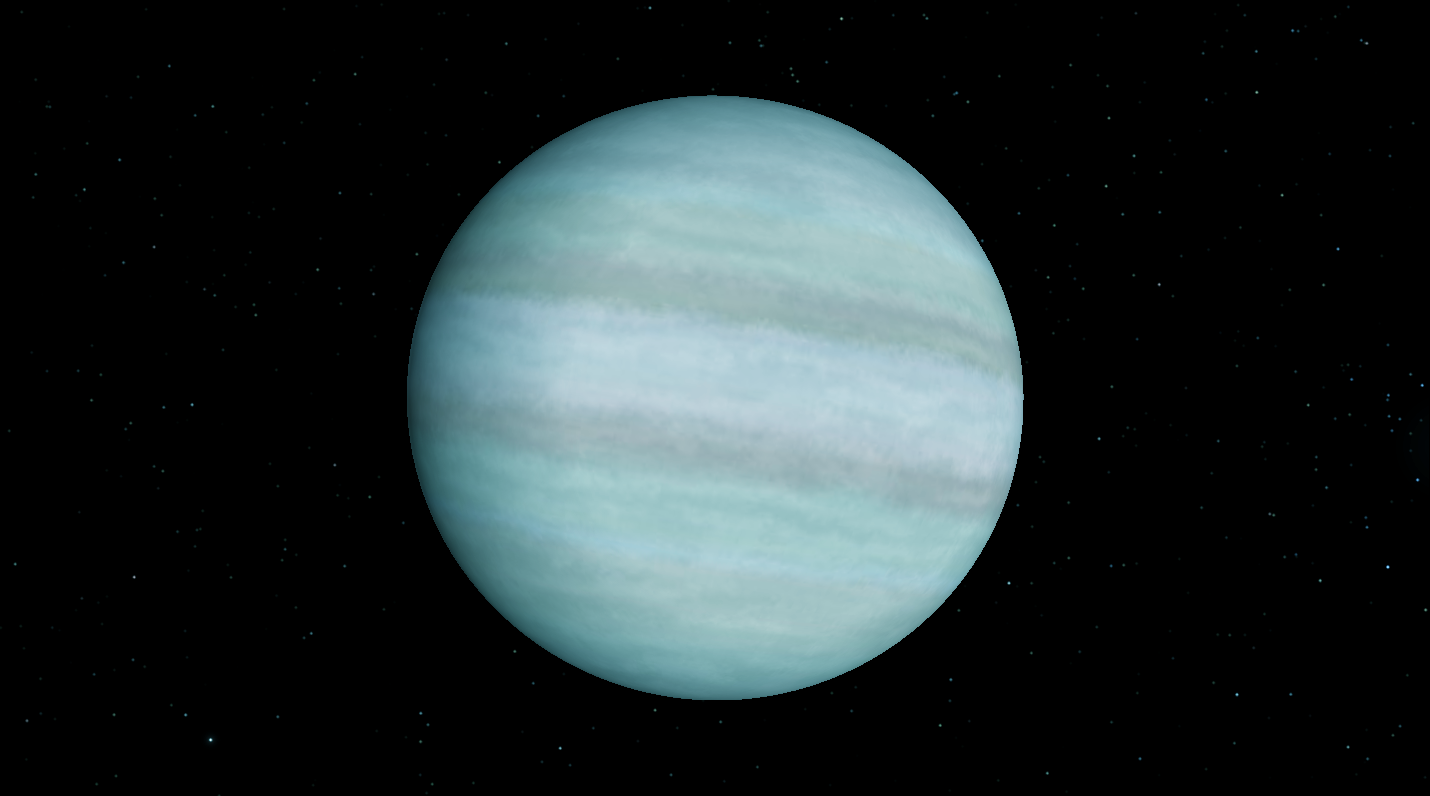
Outra impressão artística do planeta

55 Cancri f é um dos 5 exoplanetas já descobertos que órbita a estrela binária "55 Cancri". Está situado a 41 anos de luz da Terra, sendo o 4º Planeta extra-solar mais próximo conhecido. Encontra-se na "zona habitável".